# Mix Tape: The Art of Cassette Culture
Mix Tape: The Art of Cassette Culture è un libro di Thurston Moore del 2005 pubblicato dalla americana Universe Publishing.

## Contenuto
Mix Tape: The Art of Cassette Culture è una collezione di storie, saggi, opere e contributi vari di artisti, musicisti e scrittori. Il libro tratta del ruolo fondamentale della cassette culture e del Mixtape nelle vite dei contributori che si presentano come testimoni dell'importanza di questo Mezzo di comunicazione di massa a partire dalla fine degli anni '70 fino alla rilevanza acquisita nei giorni nostri. Qui i nastri sono utilizzati principalmente per confessare l'amore o l'ammirazione, o per esporre la scoperta di un nuovo filone di musica underground.

## Contributori
- Lasse Marhaug
- Pat Griffin
- Ahmet Zappa
- Karen Constance aka Karen Lollypop
- Mike Watt
- Glen E. Friedman
- Cynthia Connolly
- Galaxie 500
- Tom Greenwood of Jackie-O Motherfucker
- David Choe
- Matias Viegener
- Lili Dwight
- Mac McCaughan
- Dodie Bellamy
- Dan Graham
- William Winant
- Jim O'Rourke
- Leah Singer
- Ryan McGinness
- Jutta Koether
- Richard Kern
- Rita Ackermann
- Robert Bellinger
- John Miller
- Trisha Donnelly
- Georganne Deen
- Sue de Beer
- Sharon Cheslow
- Slim Moon
- Allison Anders
- Mary Gaitskill
- Spencer Sweeney
- Elizabeth Peyton
- Genevieve Dellinger
- Loren Mazzacane Connors
- Camden Joy
- Bret McCabe
- Christian Schumann
- DJ Spooky
- Jade Gordon
- Daniella Meeker
- John Sinclair
- Kate Spade
- Andy Spade
- Tony Conrad
- Christopher Knowles
- Christian Marclay
- Tom Sachs